# The Convert
The Convert (niederländischer Titel der Uraufführungsproduktion: De bekeerlinge; deutsch: ‚Die Konvertitin‘) ist eine Oper in zwei Akten von Wim Henderickx (Musik) mit einem Libretto von Krystian Lada nach Stefan Hertmanss Roman Die Fremde (Originaltitel: De bekeerlinge). Sie wurde am 10. Mai 2022 durch das Opera Ballet Vlaanderen in Antwerpen uraufgeführt.

## Handlung

### Kurzfassung
Erster Akt. Rouen im 11. Jahrhundert. Die junge Christin Vigdis verliebt sich in den jüdischen Lehrer David. Da ihre Eltern mit der Verbindung nicht einverstanden sind, flieht sie mit ihm in dessen Heimatstadt Narbonne, konvertiert zum Judentum und nennt sich fortan Sarah Hamoutal. Rabbi Todros vermählt das Paar. Da sie schon bald von den von ihrem Vater ausgesandten Rittern aufgespürt werden, müssen sie erneut fliehen und suchen Zuflucht bei Rabbi Joshuah Obadiah im abgelegenen Dorf Moniou. Sie bekommen zwei Kinder, Yaakov und Justa. Einige Jahre später reist Raymond von Toulouse, ein Heerführer des Ersten Kreuzzugs, durch das Dorf und gerät in Konflikt mit der jüdischen Gemeinde. Die dortigen Christen werden ihrem Priester aufgehetzt, und es kommt zu einem Gewaltausbruch, in dessen Folge die Christen die Synagoge mitsamt den dorthin geflohenen Juden verbrennen. David kommt ums Leben. Die Kinder der erneut schwangeren Vigdis werden von den Kreuzfahrern verschleppt.
Zweiter Akt. In der Hoffnung, ihre Kinder wiederzufinden, reist Vigdis mit ihrem Neugeborenen den Kreuzfahrern nach. Ein jüdischer Schiffseigner verschafft ihr eine Passage von Marseille nach Genua, und schließlich erreicht sie Alexandria. In der Wüste wird sie von zwei Frauen gefangen genommen und soll als Sklavin verkauft werden. Der Händler Embriachi befreit sie und nimmt sie auf seiner Barke nach Kairo mit. Unterwegs vergewaltigt er sie. Ihr kleines Kind stirbt. In Kairo findet sie einen neuen jüdischen Ehemann und kommt für ein paar Jahre zur Ruhe, bis sie erfährt, dass sich ihre Kinder bei ihren Eltern in Rouen befinden. Auf dem Weg zurück gelangt sie nach Nájera am Jakobsweg, wo sie von den Rabbis Todros und Obadiah erwartet wird. Zwei von ihrem Vater ausgesandte Ritter erkennen sie jedoch und beginnen einen Streit mit den Rabbis. Die lokale Bevölkerung will Vigdis als Hexe auf dem Scheiterhaufen verbrennen. Obadiah kann sie in letzter Minute retten, indem er dem Hauptmann der Ritter Geld verspricht. Sie flieht alleine nach Moniou, hat aber ihren Lebenswillen verloren und stirbt.

### Erster Akt
Szene 1a. „Die Lateinschule“ Die Sänger der Vigdis und ihres Geliebten David auf der Bühne. Sie sehen erschöpft aus wie nach einer langen Reise oder wie Adam und Eva nach der Vertreibung aus dem Paradies. Es ist der Raum einer Lateinschule. Der Sänger von Vigdis’ Vater Gudbrandr schreibt den Anfang des Magnificat mit Kreide auf die schwarze Rückwand der Bühne. Die Sänger von Vigdis und David singen Vokalisen, David verlässt den Raum, und der Frauenchor hinter der Bühne stimmt zusammen mit der Sängerin der Vigdis die Worte des Magnificat an.
Szene 1b. „Die Taufe“. Das Innere der Kathedrale von Rouen im Herbst 1070. Gudbrandr und Lutgardis (mit ihrer Gouvernante bzw. Chaperon) lassen ihre neugeborene Tochter Vigdis von einem Zelebranten christlich taufen.
Szene 2a. „Der Streit“. Rouen im Frühling 1087. Während sich Vigdis mit Hilfe der Gouvernante ankleidet, bekommt sie im Nebenzimmer einen Streit ihrer Eltern mit. Gudbrandr ist wütend darüber, dass Papst  Gregor XII. den römisch-deutschen König Heinrich IV. beim Gang nach Canossa drei Tage in der Kälte warten ließ. Er hält die Kirche für korrupt. Lutgardis hingegen glaubt an Gottes Gerechtigkeit. Sie meint, dass der Papst die Christen vor den Juden schütze, die Jesus gekreuzigt und Jerusalem den Sarazenen überlassen hätten. Gudbrandr sehnt sich nach einem friedvollen gemeinsamen Leben aller Menschen. Lutgardis ist empört, dass offenbar ein Jude ihrer Tochter den Hof macht.
Szene 2b. „Das Wiegenlied“. Die Gouvernante kämmt Vigdis’ Haar und singt dabei ein prophetisches Wiegenlied (Chaperon: „Once upon a dream“). Vigdis sehnt sich nach ihrem Geliebten David Todros, doch die Gouvernante warnt sie vor der Liebe zu dem Juden.
Szene 2c. „Die Tochter ihres Vaters“. Gudbrandr hat von Vigdis’ Verhältnis mit dem jüdischen Lehrer David erfahren. Er schlägt sie und verordnet ihr Hausarrest, bis er einen passenden Ehemann für sie gefunden hat. Nachdem er das Zimmer verlassen hat, ist er sichtlich erschrocken über sein Verhalten.
Szene 2d. „Das Gebet“. Vigdis steht auf, um ihren Vater um Verzeihung anzuflehen. Da wirft David einen um einen Stein gewickelten Brief durch das offene Fenster, in dem er sie bittet, ihn zu heiraten. Vigdis betet um die Stärke, die richtige Entscheidung zu treffen (Gebet: „When I feel I must run“).
Szene 2e. „Die Flucht“. David klettert durch das Fenster hinein. Er hat Vigdis schwarze Kleidung mitgebracht und bittet sie, ihm als Konvertitin in seine Heimatstadt zu folgen. Vigdis sieht keine andere Lösung mehr.
Szene 3a. „Die Parade der Narren“. Ein Kreuzweg zwischen Rouen und Narbonne im Sommer 1087. Vigdis ist erschöpft von der langen Reise. Ein Schwindler warnt die beiden vor den vielen Gefahren auf dem Weg und erzählt ihnen, dass Ritter nach einem flüchtigen Paar suchen und der Vater des Mädchens eine Belohnung ausgesetzt habe. Er kenne jedoch einen sicheren Ort in den Hügeln, zu denen er sie führen werde, wenn sich Vigdis in der Nacht ihm gegenüber „großzügig“ zeige. Als David dies ablehnt, wird der Mann handgreiflich. In diesem Moment kommt eine Prozession von Narren mit einem falschen Propheten vorbei (Chor: „If anyone has an ear, let him hear!“), denen sich David und Vigdis anschließen. Der Schwindler zieht sich lachend zurück.
Szene 3b. „Das erste Mal“. Vigdis und David verbringen zum ersten Mal die Nacht zusammen (Duett: „Dripping with sweat, wet with dew“). Anschließend gibt David ihr den hebräischen Namen „Hamoutal“ – ‚die Wärme des Taus‘. Sie fragt sich, ob seine Eltern sie, die Tochter eines christlichen Vaters, wohl akzeptieren werden, und ob sie ihre eigenen Eltern jemals wiedersehen wird.
Traum 1. „Vigdis’ Traum“. Während eines musikalischen Zwischenspiels träumt Vigdis von einem Mann mit einem langen Bart, der ihr einen Stock zuwirft. Der verwandelt sich unter ihren Händen in eine Schlange. Als sie diese ins Wasser wirft, wird sie wieder zum Stock, und das Wasser teilt sich. Der Mann sieht jetzt aus wie David. Die Szene verwandelt sich in einen offenen Raum mit einer Mikveh (einer steinernen Wanne), und man sieht Rabbi Todros einen Segen an die Wand schreiben: „Brucha ha-ba’ah b’shem Adonai“.
Szene 4a. „Tevila“. Narbonne im Herbst 1087. In Gegenwart von Davids Familie und der jüdischen Gemeinde tritt Vigdis zeremoniell zum jüdischen Glauben über und nimmt den Namen „Sarah Hamoutal“ an. Agatha, eine elegante Frau aus Alexandria, hilft ihr. Vigdis hat Visionen von ihrer Vergangenheit. Als sie das Bad verlässt, ist deutlich zu sehen, dass sie schwanger ist.
Szene 4b. „Jichud-Raum“. Narbonne im Frühling 1091. Der jüdischen Hochzeitszeremonie folgend verbringt das Paar einige Minuten allein in einem verschlossenen Raum. David versichert Vigdis, dass sie nun zu seiner Familie gehöre. 
Szene 4c. „Agathas Warnung“. Agatha unterbricht die beiden. Sie hat auf dem Marktplatz Vigdis’ Verfolger bemerkt. Das Paar muss erneut fliehen.
Szene 4d. „Der Segen von Rabbi Todros“. Der Rabbi segnet das Paar (Arie: „Dear God of Abraham“). Die beiden wollen in dem abgelegenen Dorf Moniou Zuflucht suchen. Rabbi Todros will einen alten Freund, Rabbi Joshuah Obadiah, bitten, sich dort um sie zu kümmern.
Traum 2. „Sarahs Traum: Kind und Stern“. Vigdis träumt davon, dass ihr Kind wie Jesus in einem Stall unter einem unheimlichen Stern geboren wird. Nach dem Erwachen hat sie Schuldgefühle.
Szene 5a. „Das Morgengebet“. Ein Stall auf dem Weg nach Moniou im Winter 1091. Unsicher über die unverständlichen Zeichen Gottes (Arie: „Why does God keep sending signs“), betet Vigdis das Vaterunser. Der neben ihr schlafende David erwacht. Er entreißt ihr wütend den Rosenkranz und warnt sie davor, nicht in ihren alten Glauben zurückzufallen. Man werde sie sonst als Häretikerin verbrennen. Vigdis fragt sich, welcher Gott sie nach ihrem Tod richten wird.
Szene 5b. „Der Narr Urbanus“. Der Dorfnarr Urbanus wendet sich an das Publikum (Monolog: „My beloved brothers“). Er warnt vor einem „fremden Virus“, das den „heiligen Körper unseres Heilands“ verzehre. Während seiner Rede jongliert er mit drei Bällen, die die anwesenden Kinder, darunter Vigdis’ Kinder Yaakov und Justa, völlig in den Bann ziehen. Er behauptet, die Türken und Araber würden die Christen in Jerusalem und Konstantinopel angreifen und das Blut ihrer Kinder trinken, und ruft zum Kreuzzug auf. Vigdis sieht die Ritter in Gedanken wie eine riesige silberne Schlange von Norden durch ihr Tal ziehen.
Szene 6a. „Raymond von Toulouse“. Moniou im Herbst 1096. Der Heerführer Raymond von Toulouse und zwei bewaffnete Männer reiten durch die Menge. Angewidert von der Armut des Dorfes suchen sie nach einer besseren Unterkunft. Nachdem der christliche Priester die Synagoge vorgeschlagen hat, befiehlt Raymond, die jüdische Ausstattung daraus zu entfernen. Als sich der Rabbi Obadiah dem widersetzt, schlägt Raymond ihm mit seinem eisernen Handschuh ins Gesicht. David protestiert und erregt ebenfalls Raymonds Zorn.
Szene 6b. „Die Entscheidung“. Der Priester ruft seine Gemeinde zu Gewalt gegen die Juden auf. Es sei ihre heilige Pflicht, den Rittern Gottes beizustehen. Obadiah rät den Juden, den Kreuzfahrern ihre Häuser zu überlassen und Schutz in der Synagoge zu suchen.
Szene 6c. „Der Pogrom“. Die jüdische Gemeinde bereitet sich in der Synagoge auf die Nacht vor. Unterdessen verbarrikadieren die christlichen Ritter die Eingänge und setzen sie in Brand. Die Juden sitzen in der Falle. Panik bricht aus. Zwei bewaffnete Männer entdecken Vigdis, die mit Yaakov und Justa zu den letzten Überlebenden gehört. Um sich zu retten, spricht Vigdis ein christliches Gebet und nennt ihren ursprünglichen Namen. Die Männer lassen sie gehen, verschleppen aber ihre Kinder und töten David. Die Dorfbewohner draußen deklamieren in verschiedenen Sprachen: „Es ist Gottes Wille!“. Der erste Akt endet mit einem langgezogenen Schrei Vigdis’.

### Zweiter Akt
Szene 7a. „Gebet an die Natur“. Eine kleine Kapelle zwischen L’Estaque und Marseille am Morgen. Vigdis folgt mit ihrem neugeborenen dritten Kind den Kreuzfahrern, um Yaakov und Justa wiederzufinden. Sie versucht, sich mit einem Gebet zu beruhigen (Arie mit Stadtchor: „The silence is endless“).
Szene 7b. „Der Brief“. Das Hinterzimmer im Haus eines wohlhabenden jüdischen Schiffseigners in Marseille. Vigdis zeigt dem Schiffseigner ein Empfehlungsschreiben von Rabbi Obadiah, das ihre Geschichte erklärt (Sprechgesang: „To our people“).
Szene 7c. „In Marseille“. Vigdis hat bereits einen Platz in einer Galeere, die am nächsten Tag über Tunis und Alexandria nach Jerusalem abfahren soll. Der Schiffseigner warnt sie jedoch davor, dass Frauen auf diesen Fahrten häufig missbraucht werden. Obwohl sie dies nach all ihren Erlebnissen nicht mehr schreckt, nimmt sie sein Angebot an, auf einem seiner Schiffe nach Genua zu reisen und von dort über Palermo eine sichere Passage nach Kairo zu nehmen.
Traum 3. „Sarahs Traum: Kind und Schlange“. Vigdis träumt von Yaakovs Geburt. Eine Schlange zwischen ihren Beinen bedroht sie und das Kind.
Szene 8a. „Das Ritual in der Wüste“. Die Wüste in Alexandria. In halbwachem Zustand beobachtet Vigdis ihr tanzendes Double, mit dem zwei Wüstenfrauen ein Ritual durchführen. Sie reiben sie und ihr Kind mit Öl ein und verabreichen ihr ein schwer zu schluckendes Getränk.
Szene 8b. „Der Sklavenmarkt“. Die Frauen preisen Vigdis auf dem Sklavenmarkt an, bis sie vom Händler Embriachi vertrieben werden.
Szene 8c. „Eine Barke auf dem Nil“. Embriachi verspricht Vigdis und dem Kind Sicherheit. Sie könne jetzt ruhen und am nächsten Tag mit der Barke eines befreundeten Kapitäns nach Fustat reisen. Während der Fahrt wird Vigdis von Embriachi vergewaltigt. Ihr Kind stirbt.
Szene 9. „Das Begräbnis des Neugeborenen“. Auf dem Deck des Nilschiffes nach Kairo. Während drei Männer Vigdis festhalten, werfen die beiden Wüstenfrauen ihr totes Kind in den Nil. Vigdis schreit und versucht, von Bord zu springen. Die Männer verhindern dies auf brutale Weise.
Traum 4. „Hamoutals Traum: Der erste Anblick“. Vigdis erlebt noch einmal ihre erste Begegnung mit David in der jüdischen Schule in Rouen. Sie küssen sich.
Szene 10a. „Der Gasthof“. Ein Abend zwei Jahre später am Jakobsweg in Nájera. Rabbi Todros berichtet Obadiah von Vigdis’ weiterer Reise (Duett: „…and then she understood“). Sie habe in Fustat einen jüdischen Edelmann geheiratet und eine neue Heimat gefunden. Dann habe sie erfahren, dass ihre Kinder Yaakov und Justa noch lebten und sich bei ihren Eltern befänden. Sie sei nun auf dem Weg hierher. Die beiden Rabbis wollen sie begleiten.
Szene 10b. „Der Scheiterhaufen“. Zwei Ritter haben in Vigdis die entlaufene Tochter Gudbrandr erkannt und wollen sich die von ihrem Vater ausgesetzte Belohnung sichern. Es kommt zum Streit zwischen ihnen und den beiden Rabbis. Der christliche Priester, der Gastwirt und die aufgebrachte Menge fordern ihre Verbrennung als Hexe. Obwohl der Hauptmann der Ritter daran erinnert, dass sie die Tochter eines Edelmanns im Norden sei, wird sie zum Scheiterhaufen geschleppt. Vigdis verflucht Gott für all ihr Leid. Erst als Obadiah dem Hauptmann Geld verspricht, rettet der sie aus dem bereits brennenden Scheiterhaufen. Sie verwechselt ihn für einen kurzen Moment mit David, doch der Hauptmann hat keine tröstenden Worte für sie.
Szene 11a. „Der letzte Abschied“. Moniou, sechs Monate später. Ein Abend Ende März 1099. Nach längerer Suche findet Rabbi Obadiah, der den Rittern selbst nur knapp entkommen ist, Vigdis bzw. ihr Tänzer-Double in Moniou. Sie ist gebrochen und will nicht mehr sprechen.
Szene 11b. „Kaddisch“. Vigdis ist verstorben. Als Trauergebet singt Obadiah ein Kaddisch in aramäischer Sprache („Di b’atra qadisha haden vedi bekhol atar v’atar“).

## Gestaltung

### Musik
In der Musiksprache dieser Oper verbindet der Komponist Wim Henderickx unterschiedliche musikalische Idiome, darunter die westliche Alte Musik, moderne Stile, Filmmusik und Stile der jüdischen und arabischen Tradition. Die nahöstlichen Instrumente Oud, Duduk und Kanun ergänzen das große Orchester.

### Orchester
Die Orchesterbesetzung der Oper umfasst die folgenden Instrumente:
- Holzbläser: zwei Flöten (2. auch Altflöte und Piccolo), zwei Oboen (2. auch Englischhorn), zwei Klarinetten in B, Bassklarinette in B (auch Kontrabassklarinette in B), zwei Fagotte (2. auch Kontrafagott)
- Blechbläser: vier Hörner in F, drei Trompeten, drei Posaunen, Tuba
- fünf Pauken (auch zwei Becken (L, M), Tempelglocke in E und Metall-Glockenspiel („metal chimes“) (S))
- Schlagzeug (drei Spieler)
  - I) Vibraphon, Glockenspiele, gestimmte Gongs (B, D, Es, E), gestimmte Gläser (B), fünf Rototoms, kleine Trommel (L), drei Bongos, Daf (Rahmentrommel mit Schellen), drei Becken (L, M, S), Sistrum, fünf Metallblöcke, zwei Peking-Gongs, Donnerblech (S), zwei Schüttelrohre (S), Rassel, Sandpapierblöcke, afrikanische Schlitztrommel, Glas-Glockenspiel („glass chimes“), Ocean drum
  - II) Marimba, Crotales, kleine Trommel (S), drei Congas, zwei Tamburine (L, S), Tamtam (M), drei Triangeln (L, M, S), drei Becken (L, M, S), zwei Fingerzimbeln, Sistrum, Metall-Glockenspiel (L), Waterphone, Flexaton, zwei Schüttelrohre (L), Sandpapierblöcke, Tempelblock (L)
  - III) Röhrenglocken, Tempelglocke (A), gestimmte Gläser (E), gestimmter Gong (E) oder Röhrenglocke, große Trommel (L), Rahmentrommel, drei Toms, Löwengebrüll (Cuíca), Militärtrommel, Tamburin (S), Tamtam (L), zwei Triangeln (M, S), zwei Fingerzimbeln, drei Becken (L, M, S), Glockenbaum, chinesisches Becken (L), Nietenbecken (M), Donnerblech (M), indische Glocken (S), Federspule („spring coil“), Metall-Glockenspiel (S), Claves
- Harfe
- Duduk, Oud, Kanun
- Streicher: zwölf Violinen 1, zehn Violinen 2, acht Bratschen, sechs Violoncelli, vier Kontrabässe
- Elektronik

### Musiknummern
Die Oper enthält die folgenden Musiknummern:
Erster Akt
- Szene 1a. „Die Lateinschule“ – (Vigdis, David, Gudbrandr, Frauenchor hinter der Bühne) – „Magnificat anima mea Dominum“
- Szene 1b. „Die Taufe“ – Szene mit Chor (Tutti)
- Szene 2a. „Der Streit“ – Rezitativ (Gudbrandr, Lutgardis)
- Szene 2b. „Das Wiegenlied“ – Rezitativ mit Wiegenlied und Arioso (Chaperon, Vigdis): „Once upon a dream“
- Szene 2c. „Die Tochter ihres Vaters“ – Rezitativ (Vigdis, Gudbrandr)
- Szene 2d. „Das Gebet“ – (Vigdis, David): „My Jewish bride“ (David) – „When I feel I must run“ (Vigdis)
- Szene 2e. „Die Flucht“ – Rezitativ (Vigdis, David)
- Szene 3a. „Die Parade der Narren“ – Szene mit Chor (Vigdis, David, Schwindler, Chor): … – „If anyone has an ear, let him hear!“
- Szene 3b. „Das erste Mal“ – Rezitativ mit Duett (Vigdis, David): … – „Dripping with sweat, wet with dew“
- Traum 1. „Vigdis’ Traum“ – Musikalisches Zwischenspiel
- Szene 4. „Die jüdischen Zeremonien“
  - Szene 4a. „Tevila“ – Szene mit Chor (Rabbi Todros, Vigdis, David, jüdischer Chor, Agatha)
  - Szene 4b. „Jichud-Raum“ – Rezitativ (Vigdis, David, (Agatha))
  - Szene 4c. „Agathas Warnung“ – zwei Monologe (Agatha, Rabbi Todros, Vigdis, David)
  - Szene 4d. „Der Segen von Rabbi Todros“ – Arie (Rabbi Todros): „Dear God of Abraham“
- Traum 2. „Sarahs Traum: Kind und Stern“ – Musikalisches Zwischenspiel
- Szene 5a. „Das Morgengebet“ – Arie (Vigdis): „Why does God keep sending signs“
- Szene 5b. „Der Narr Urbanus“ – Monolog (Urbanus, Kinderchor, Chor, der Mann aus der Menge, Vigdis): „My beloved brothers“
- Szene 6a. „Raymond von Toulouse“ – Szene mit Chor (Raymond von Toulouse, Priester, Obadiah, David, (zwei bewaffnete Männer), (Vigdis), (Chor), (Kinderchor))
- Szene 6b. „Die Entscheidung“ – Rezitativ (Priester, Obadiah, David, (Chor), (Kinderchor)): … – „Go and bring the flocks“
- Szene 6c. „Der Pogrom“ – Szene mit Chor (Chor, Raymond von Toulouse, David, Obadiah, zwei bewaffnete Männer): … – „It is God’s will!“

Zweiter Akt
- Szene 7a. „Gebet an die Natur“ – Arie mit Stadtchor (Vigdis, Stadtchor): „The silence is endless“
- Szene 7b. „Der Brief“ – Sprechgesang über Summen des Stadtchores (Obadiah, Schiffseigner, Vigdis, Stadtchor): „To our people“
- Szene 7c. „In Marseille“ – Duett (Vigdis, Schiffseigner)
- Traum 3. „Sarahs Traum: Kind und Schlange“ – Musikalisches Zwischenspiel
- Szene 8a. „Das Ritual in der Wüste“ – Szene (Vigdis, zwei Frauen in der Wüste, (Tänzer))
- Szene 8b. „Der Sklavenmarkt“ – Szene (zwei Frauen in der Wüste, Vigdis, (Tänzer), Männerchor, Embriachi)
- Szene 8c. „Eine Barke auf dem Nil“ – Szene (Vigdis, (Tänzer), Embriachi)
- Szene 9. „Das Begräbnis des Neugeborenen“ – Szene (Vigdis, Embriachi, drei Männer, zwei Frauen in der Wüste)
- Traum 4. „Hamoutals Traum: Der erste Anblick“ – Musikalisches Zwischenspiel
- Szene 10a. „Der Gasthof“ – Duett (Rabbi Todros, Obadiah, Vigdis): „…and then she understood“
- Szene 10b. „Der Scheiterhaufen“ – Szene mit Chor (Rabbi Todros, Obadiah, Vigdis, zwei Ritter, Priester, Hauptmann, Wirt, Chor)
- Szene 11a. „Der letzte Abschied“ – Szene mit Arie (Obadiah, Vigdis, (Tänzer))
- Szene 11b. „Kaddish“ – (Obadiah, Stadtchor): „Di b’atra qadisha haden vedi bekhol atar v’atar“

## Werkgeschichte

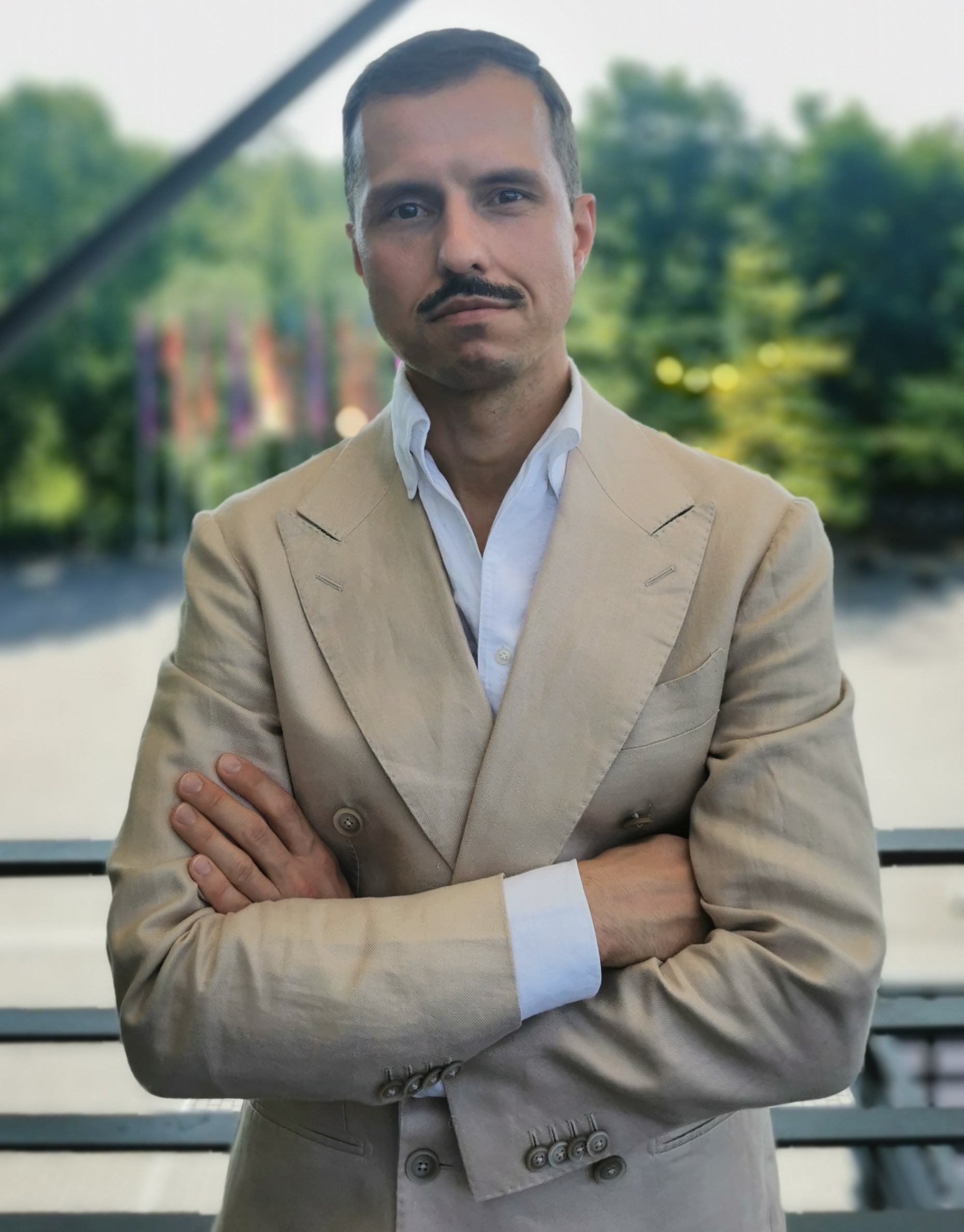
Krystian Lada (2024)

Das Libretto von Wim Henderickx’ Oper The Convert verfasste Krystian Lada. Es basiert auf Stefan Hertmanss historischem Roman De bekeerlinge (2016), der im deutschsprachigen Raum unter dem Titel Die Fremde bekannt wurde. Er verarbeitet eine alte Legende über ein Pogrom in dem Dorf Monieux in der Provence zur Zeit des ersten Kreuzzugs. Aus dem Jahr 1096 ist ein Brief des Rabbiners Joshuah Obadiah erhalten, der die Geschichte einer namenlosen jungen Konvertitin erzählt, deren Mann damals getötet wurde und deren Kinder verschleppt wurden. Dieser Brief ist Kernstück sowohl des Romans als auch der Oper. Ein weiteres Brieffragment handelt von einer Konvertitin die in Nájera zum Tod auf dem Scheiterhaufen verurteilt wurde. Es gibt Hinweise darauf, dass beide Briefe von derselben Person geschrieben wurden und von derselben Frau handeln. Die im Roman als zweite Handlungslinie thematisierte Geschichte des Autors wurde in der Opernfassung ausgelassen.
Der Großteil der Oper ist in englischer Sprache verfasst. Sie enthält einige christliche und jüdische Gebete und Zeremonientexte in lateinischer und aramäischer Sprache. Henderickx hatte das Buch unmittelbar nach dem Erscheinen im Dezember 2016 gelesen und wusste sofort, dass dies der Stoff für seine erste große Oper sein würde. Er hatte den Eindruck, es sei speziell für ihn geschrieben worden, da es alle Themen enthielt, die ihm als Person und als Künstler wichtig waren. Als er Hertmans seinen Plan vorschlug, erhielt er sofort freie Hand für die Vertonung. In der Romanvorlage hatte die Protagonistin Vigdis keinen gesprochenen Text, da Hertmans sie nicht kulturell vereinnahmen wollte. Ihre gesungenen Texte in der Oper stammen daher vom Librettisten Krystian Lada. Sie bestehen aus kurzen Sätzen in zeitgenössischem Englisch.
Die Uraufführung fand am 10. Mai 2022 in englischer Sprache unter dem niederländischen Titel De bekeerlinge im Opera Ballet Vlaanderen in Antwerpen statt. Koen Kessels dirigierte das dortige Ensemble. Ebenfalls beteiligt war ein Stadtchor aus Antwerpener Bürgern. Für die Elektronik war Jorrit Tamminga zuständig. Inszenierung, Bühne und Kostüme stammten von Hans Op de Beeck. Die Darsteller waren Lore Binon (Vigdis), Vincenzo Neri (David u. a.), Amel Brahim-Djelloul (Chaperon u. a.), Françoise Atlan (Lutgardis u. a.), Daniel Arnaldos (Zelebrant u. a.), Luvuyo Mbundu (Rabbi Obadiah) und Guido Jentjens (Gudbrandr u. a.). Es handelte sich um eine Koproduktion mit der Opéra de Rouen. Ein Video-Mitschnitt der Aufführung vom 17. Mai 2022 wurde von Operavision im Internet bereitgestellt.
Die Uraufführung wurde vom Publikum mit begeistertem Applaus aufgenommen, der besonders den Autoren, aber auch dem Dirigenten und der Sängerin Lori Binon galt. Der Rezensent der Opernwelt, schrieb, die Musik würde „in ihrer filmmusikalischraunenden Attitüde“ „sehr gut auch als Soundtrack zu einem Psychothriller taugen“. Er bemängelte allerdings die Inszenierung, die „ständig auf die Betroffenheitsdrüse“ drücke, den Abend „in szenischer Statik und stereotyper Personenführung“ ersticke und den Sängern keine Gelegenheit gebe, „ein psychologisch plausibles Charakterporträt zu zeichnen“. Die Leistung von Lore Binon in der Hauptrolle hob er als wohltuende Ausnahme besonders hervor. Ähnlich äußerte sich auch der Rezensent von Pzazz.
Die deutsche Erstaufführung gab es am 13. April 2024 im Theater Bielefeld in einer Inszenierung von Nick Westbrock. Für die Bühne war Marvin Ott verantwortlich, für die Kostüme Julia Rösler und für das Lichtdesign  Johannes Paul Volk. Die Rolle der Vigdis sang Dušica Bijelić.

## Aufnahmen
- 17. Mai 2022 – Koen Kessels (Dirigent), Hans Op de Beeck (Inszenierung, Bühne und Kostüme), Glen D’haenens (Licht), Jorrit Tamminga (Elektronik), Ballett, Orchester und Chor von Opera Ballet Vlaanderen.
 Lore Binon (Vigdis), Vincenzo Neri (David u. a.), Amel Brahim-Djelloul (Chaperon u. a.), Françoise Atlan (Lutgardis u. a.), Daniel Arnaldos (Zelebrant u. a.), Luvuyo Mbundu (Rabbi Obadiah), Guido Jentjens (Gudbrandr u. a.).
 Video; Mitschnitt der Uraufführungsproduktion.
 Videostream bei Operavision.[3]